# Proterosucs

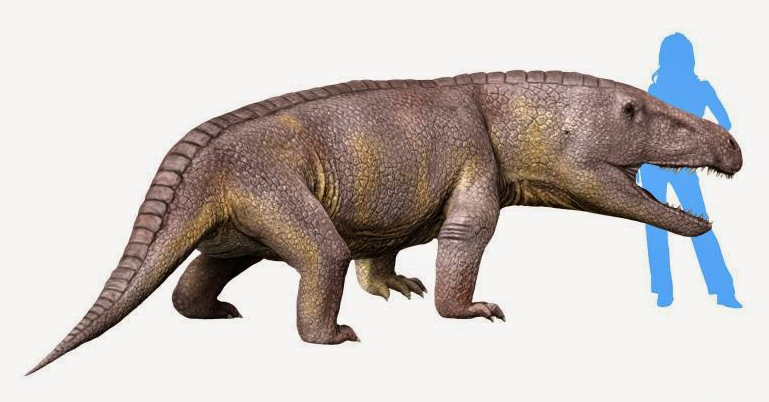
Erythrosuchus

Els proterosucs (Proterosuchia) són un subordre de l'ordre dels tecodonts, avui en desús, que incloïa les formes més primitives i ancestrals. Eren arcosaures primitius similars a cocodrils que van viure sobretot durant el període Triàsic inferior. En classificacions posteriors, s'han inclòs diverses famílies, per exemple els proterosúquids, els eritrosúquids i els proterocàmpsids.
No obstant això, sota el sistema de classificació cladística, és un grup parafilètic, de manera que no es fa servir actualment, encara que pugui ser trobat en molts llibres de textos (incloent en el Vertebrate Paleontology and Evolution de Carroll). En la filogènia actual, Proterosuchia agrupa els arcosauriformes basals; és a dir, inclouria els arcosauromorfs, però exlouria els arcosaures veritables.